# Bischofspalast (Krakau)

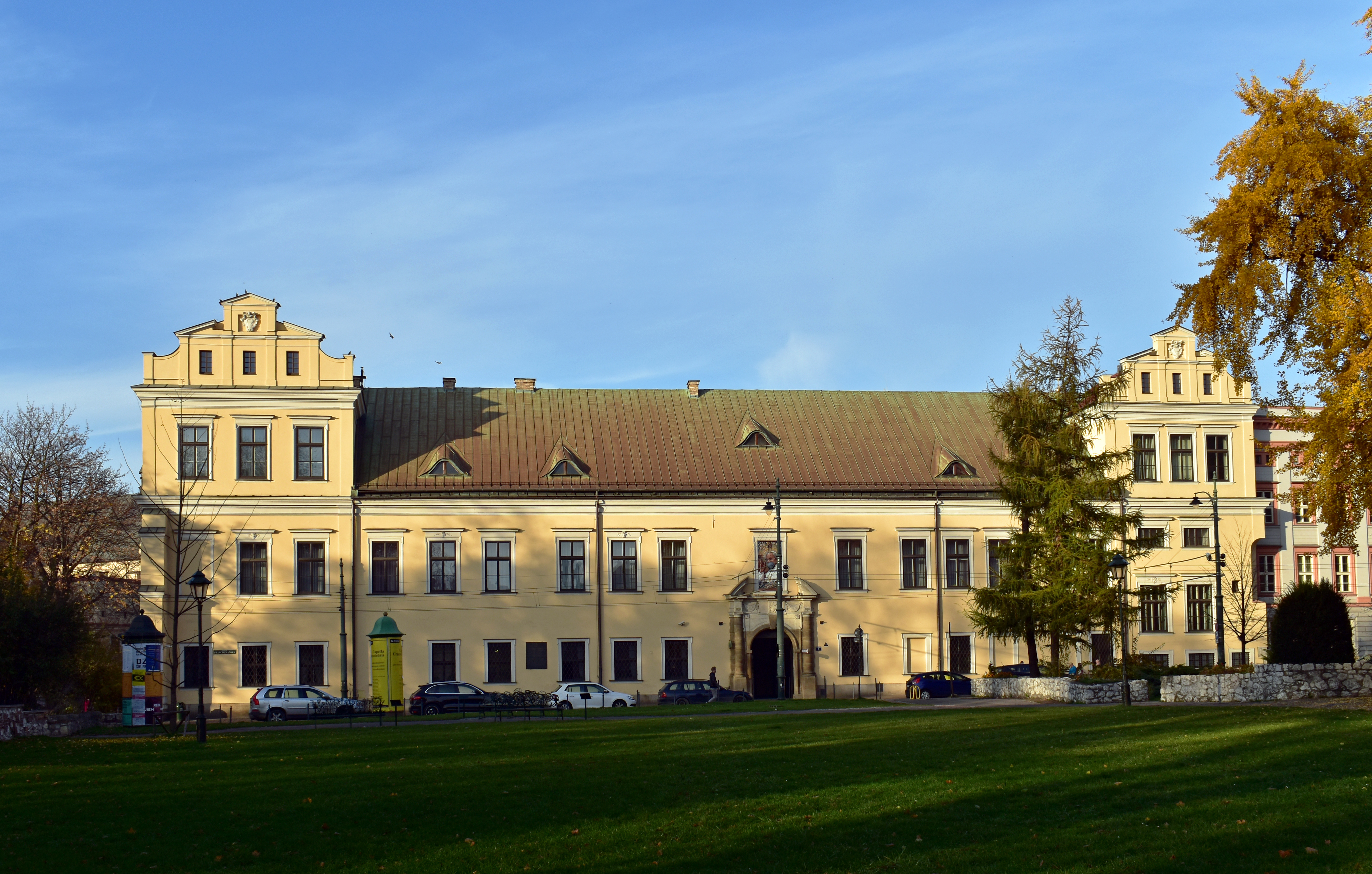
Südfassade

Der Bischofspalast (polnisch Pałac Biskupi) in Krakau (Woiwodschaft Kleinpolen) ist seit dem 14. Jahrhundert Sitz der Krakauer Erzbischöfe und der Kurie. 

## Lage und Beschreibung
Das barocke Gebäude liegt in der Krakauer Altstadt an der Franziskanerstraße 3. Im Süden befindet sich das Franziskanerkloster und im Westen der Planty-Park.

## Geschichte
Die Residenz der Krakauer Erzbischöfe befand sich ab dem Jahr 1000 auf dem Wawel. Bereits im 14. Jahrhundert besaßen die Krakauer Erzbischöfe jedoch ein Gebäude anstelle des heutigen Palastes. Kardinal Zbigniew Oleśnicki ließ es in der ersten Hälfte des 15. Jahrhunderts ausbauen, bevor es 1462 bei einem Brand beschädigt wurde. Im 16. Jahrhundert wurde der Palast im Renaissance-Stil von Giovanni Maria Padovano und Gabriel Słoński umgebaut. Seine heutige barocke Form erhielt der Palast um die Mitte des 17. Jahrhunderts. Im 20. Jahrhundert residierte hier der spätere Papst Johannes Paul II. Der Vorplatz wird seither gerne für Demonstrationen für oder gegen die aktuelle Kirchenpolitik genutzt.